# Бак Кларк
Вільям Льюїс Кларк (англ. William Lewis "Buck" Clarke, 2 жовтня 1933, Вашингтон, округ Колумбія — 11 жовтня 1988, Лос-Анджелес, Каліфорнія) — американський джазовий перкусіоніст, який грав з Фредді Хаббардом, Ербі Хенкоком, Лесом Макканном, Рассом Фріманом, Джеральдом Олбрайт, Джиммі Сміт та іншими. Він також грав на джазовому фестивалі в Монтре в 1968 році. Багато музичних стилів Кларка включають соул, фанк та сучасний джаз із афроцентричною перспективою.

## Біографія
Він народився у Вашингтоні, округ Колумбія, 2 жовтня 1933 року. У ранньому віці він почав працювати в магазині вивісок. Один з начальників його батьків був двоюрідним братом герцога Еллінгтона. У той час його бос почав грати джазову музику до 15-річного Кларка, що привернуло його увагу до прослуховування джазових музикантів, таких як Дюк Еллінгтон, Оскар Петерсон, Аллен Джонс та Діззі Гіллеспі. У Кларка багато зацікавлень в молодості стали ще серйознішими, що його «причепили до джазу», він зрештою запропонував роботу в клубі D.C., де він навчився грати на конгресах. Один із найперших його концертів був на шоу під назвою «Джиг Шоу», де як Кларк виступав би, так і танцюристи та коміки. Він хотів би подорожувати світом, відвідуючи такі місця, як Новий Орлеан, де він вперше виявив грати музику румби. Багато інших намагалися заохотити молодого Кларка грати на «справжніх інструментах», але його позицією були барабани бонго.
Коли йому було 16 або 17 років, він грав з покійним Чарлі Паркером. Кларк висловив свої почуття коли-небудь виступаючи з гуртом Весса Андерсона «Washingtonians», до якого входили Едді Джонс та Чарлі Паркер, сказавши, що Кларк «похитнувся і розум дув». Він грав з мейджерами джазових мистецтв «Арт Блейкі» та «Нью-Йорк» у віці 19 або 20 років. Він також був членом восьмискладового колективу, щоб бути частиною його освіти щодо навчання гри в групі.
Кларк страждав на діабет, який коштував йому ноги. Помер 11 жовтня 1988 року в Лос-Анджелесі.

## Дискографія
- Cool Hands (Offbeat, 1960)
- Drum Sum (Argo, 1961)
- The Buck Clarke Sound (Argo, 1963)
- Hot Stuff (Full Circle, 1988)